# Polypedilum alboguttatum
Polypedilum alboguttatum är en tvåvingeart som beskrevs av Jean-Jacques Kieffer 1921. Polypedilum alboguttatum ingår i släktet Polypedilum och familjen fjädermyggor. Inga underarter finns listade i Catalogue of Life.